# بيت حنبص (بني مطر)

تعديل مصدري - تعديل

بيت حنبص هي إحدى قرى عزلة شهاب الأعلى بمديرية بني مطر التابعة لمحافظة صنعاء، بلغ تعداد سكانها 755 نسمة حسب تعداد اليمن لعام 2004.